# Shag Harbour

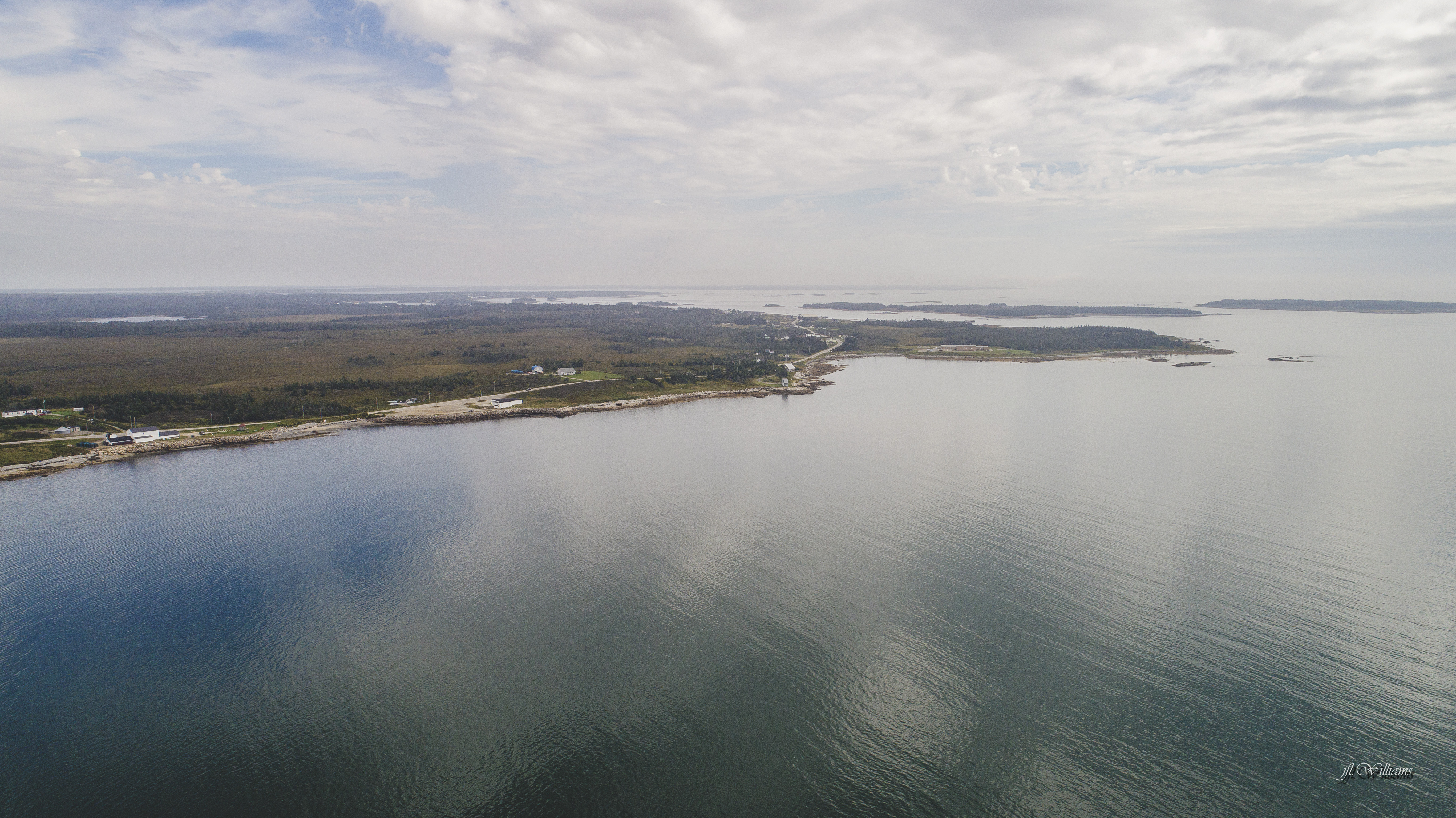
Shag Harbour

Shag Harbour è un villaggio di pescatori del Canada, che si trova nella costa sud-occidentale della Nuova Scozia, nella Contea di Shelburne.
La principale attività economica di questa piccola località è la pesca dell'astice, che si svolge da novembre a maggio.
Shag Harbour è nota principalmente per un avvistamento di UFO avvenuto nel 1967 e conosciuto come "incidente di Shag Harbour".